# Muna Rida Abd al-Chalik Ahmad
Muna Rida Abd al-Chalik Ahmad (arab. منى رضا عبدالخالق أحمد; ur. 10 stycznia 1998) – egipska zapaśniczka walcząca w stylu wolnym. Brązowa medalistka igrzysk afrykańskich w 2019. Wicemistrzyni Afryki w 2019. Dziewiąta na igrzyskach wojskowych w 2019. Trzecia na mistrzostwach Afryki juniorów w 2017 i 2018 roku.